# 火星人
火星人（かせいじん、英語:Martian）とは、火星にすむとかつて考えられていた知的生命体であり、架空の宇宙人である。

## 実在の火星人の探求

### 初期
18世紀前半、カール・フリードリヒ・ガウスやC・クロスは、ランタンと鏡を使って火星人に光学的な信号を送ることを構想した。遅くともこの時期までには、火星人の存在が意識され取りざたされていたことがわかる。

### 運河の発見
1877年の火星大接近の際、イタリア王国のミラノの天文台長である天文学者 ジョヴァンニ・スキアパレッリが、火星を口径22cm屈折望遠鏡で観測しているときに、火星全体の表面に線状模様があることを発見した（なお線状模様についてはこれ以前にも複数の観測者によってみいだされている）。それを発表の際 Canali（イタリア語で「溝・水路」の意）と記述したものを、英語に翻訳された際 Canal（英語で「運河」の意）と誤訳され、「それは運河である」という説になった。模様が直線や円などのなす幾何学模様で、とても自然に造られたようには見えないことからも、そう考えられるようになった。
また、（人工物の）運河があるのならそれを作ったものがいなければならないということで、火星人が存在するに違いないという説が広まり始めた。また、運河は火星全体を覆うように縦横に張り巡らされており、これほど大規模な施設を建造できるなら、火星人は地球人よりはるかに進んだ文明を持っている、という説も出された。

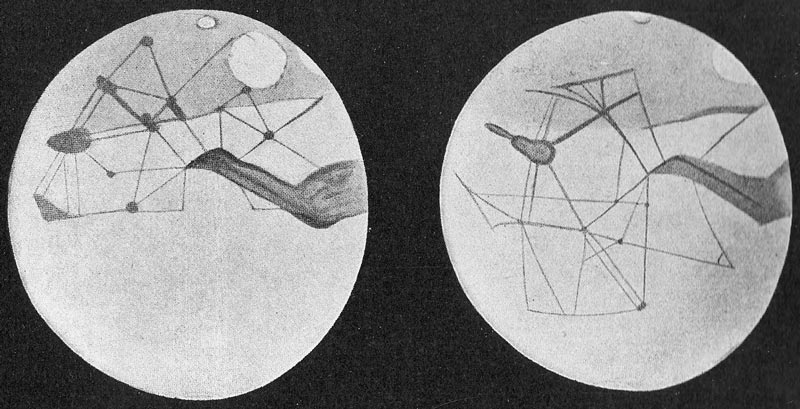
ローウェルが「観測」した火星の運河

火星人が存在するという説を強く支持した人々のうちの1人が、アメリカ合衆国の天文学者パーシヴァル・ローウェルで、火星および火星人の研究に大いに貢献した。彼は実業界の出身で、火星観測のため私財を投じて、ローウェル天文台をアリゾナに建設した。

### 探査機による探査
20世紀後半には多くの火星探査機が火星を直接観測し、また地上からも大口径の望遠鏡による観測が可能となったことで、線状模様に見えたものはより微細な状態として観測されるようになった。その結果、運河どころか火星表面にはほとんど水が存在しないことが判明、火星人もいなかった。

## フィクションの火星人

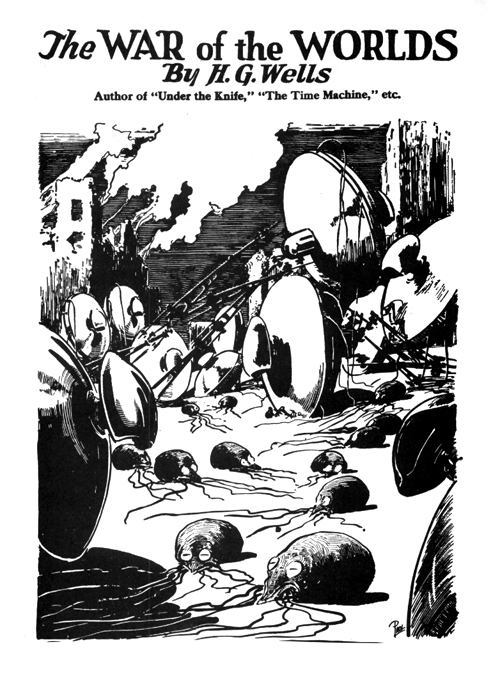
火星人と火星人の戦闘機械を描いた『宇宙戦争』の表紙

### 歴史
イギリスのSF作家、H・G・ウェルズが1897年に小説『宇宙戦争』を発表し、そこに登場したタコのような火星人のイメージが世間に定着した。異常に発達した頭脳に対して四肢は退化しており、消化器官も退化していて動物の血液を直接摂取して栄養を得る。これらの特徴は、一応は火星の環境を考慮している。すなわち、重力が地球より小さいから体を支える構造が軟弱で、空気が薄いから空気を吸い込む部分が大きい。「トライポッド」（3本脚の意）と呼ばれる巨大戦闘機械によって地球上を蹂躙するが、地球の病原体に対して抵抗力を持たなかったために全滅する。タコ型火星人はその後も様々な作品に頻々と登場することになる。
しかし、ウェルズ以降に火星人のイメージが「タコ型」に統一されたわけではなく、むしろ、ウェルズ以外にタコ型異星人を描いた有名な作品を探すほうが難しい。エドガー・ライス・バローズの『火星シリーズ』(1912–1941) やレイ・ブラッドベリの『火星年代記』(1950) に登場する火星人は、非常に人間に近い。また、フレデリック・ブラウンの『火星人ゴーホーム』(1955) には、異星人のもうひとつのステレオタイプである「緑の小人」型火星人が登場する。当の『宇宙戦争』自体、2005年の映画化では侵略者の姿がタコ型ではなくヒューマノイド型に変更されている。

### 代表的な作品
- 『火星年代記』（レイ・ブラッドベリ）
- 『火星兵団』（海野十三）※火星人は外見的にはタコに似ているが、植物が進化したもの。地球上で活動する場合には人間型の抗重力装具をかぶる（作中では「ロボットの中に入っている」と表現されている）。
- 『火星のプリンセス』 / 火星シリーズ（エドガー・ライス・バローズ）
- 『火星人ゴーホーム』（フレドリック・ブラウン）
- 『キャプテンKen』（手塚治虫）
- 『キャプテン・フューチャー』（エドモンド・ハミルトン）
- 『火星王国』（小松崎茂）※未完の絵物語だが、ウェルズの火星人によく似たタコ型の火星人が登場する。「ピラス人」という謎の侵略者に苦しめられていた。
- 『火星人類の逆襲』（横田順彌）※ウェルズの『宇宙戦争』の実質的な続編。ただし、本当の火星人は三脚型の機械が歩いたあとに群生した植物の方で、それまで火星人だと信じられていたタコの様な生物は植物から発せられるテレパシーによって操られた下等動物だったという設定が加えられている。
- 『人間そっくり』（安部公房）
- 「Martian Hop（邦題：ゴキゲン火星ちゃん）」（The Ran-Dells（ラン・デルズ））※1963年にヒットしたノベルティ・ソング。
- 『惑星アドベンチャー スペース・モンスター襲来!』 - 火星人の地球への侵略を描いた1953年の映画。
- 『スペースインベーダー (映画)』 - 上記をリメイクした1986年の映画。